# Planodes quaternarius
Planodes quaternarius är en skalbaggsart som beskrevs av Newman 1842. Planodes quaternarius ingår i släktet Planodes och familjen långhorningar.
Artens utbredningsområde är Filippinerna. Inga underarter finns listade i Catalogue of Life.